# 케이티 홉스
케이티 홉스(Kathleen Marie Hobbs, 1969년 12월 28일 ~ )은 미국의 정치인으로 제24대 애리조나주 주지사이다.

## 학력
- 노던 애리조나 대학교 사회사업학 B.S.
- 애리조나 주립대학교 사회사업학 M.S.

## 경력
- 2011.01 ~ 2013.01 제50대 애리조나 제15선거구 하원의원
- 2013.01 ~ 2019.01 제51·52·53대 애리조나 제24선거구 상원의원
- 2015.01 ~ 2019.01 애리조나 상원 민주당 원내대표
- 2019.01 ~ 2023.01 제21대 애리조나 주무장관
- 2023.01 ~ 제24대 애리조나주 주지사

## 역대 선거 결과
| 선거명      | 직책명                         | 대수 | 정당   | 득표율  | 득표수      | 결과 | 당락                     |
| ----------- | ------------------------------ | ---- | ------ | ------- | ----------- | ---- | ------------------------ |
| 2010년 선거 | 하원의원 (애리조나 제15선거구) | 50대 | 민주당 | 30.83%  | 15,885표    | 1위  | 애리조나 주의원 당선     |
| 2012년 선거 | 상원의원 (애리조나 제24부)     | 51대 | 민주당 | 66.37%  | 38,142표    | 1위  | 애리조나 주의원 당선     |
| 2014년 선거 | 상원의원 (애리조나 제24부)     | 52대 | 민주당 | 66.02%  | 25,108표    | 1위  | 애리조나 주의원 당선     |
| 2016년 선거 | 상원의원 (애리조나 제24부)     | 53대 | 민주당 | 100.00% | 54,351표    | 1위  | 애리조나 주의원 당선     |
| 2018년 선거 | 애리조나 주무장관              | 21대 | 민주당 | 50.43%  | 1,176,384표 | 1위  | 애리조나주 주무장관 당선 |
| 2022년 선거 | 애리조나 주지사                | 24대 | 민주당 | 50.32%  | 1,287,891표 | 1위  | 애리조나 주지사 당선     |